# Szeged-Csanád Grosics Akadémia
A Szeged-Csanád Grosics Akadémia (korábban Szeged 2011) egy 2011-ben alakult szegedi labdarúgócsapat. A klub tiszteli a szegedi labdarúgás hagyományait és múltját, azonban nem jogutódja a korábbi szegedi csapatoknak. Jelenleg a Merkantil Bank Liga, NB II- osztályában szerepel a felnőtt együttes. Több utánpótlás csapat is működik a Szent Gellért Fórumban a felnőtt csapattal együtt.

## Története
2011-ben alapították Sportszervezetüket, amely a Szeged-Csanádi egyházmegye 100 %-os tulajdonában áll, a vele szoros szakmai együttműködésben lévő gyulai székhelyű Grosics Akadémia Futballklubbal együtt, amely egy önálló utánpótlásnevelő egyesület. Kezdetben a Szeged 2011 Kft. csak felnőtt csapattal rendelkezett, a 2009 óta működő gyulai Grosics Akadémián pedig csak utánpótlásnevelés zajlott, ahonnan esetenként érkeztek tehetséges fiatal labdarúgók, akiknek a felnőtt csapat egyfajta „kimenetet” jelentett a profi labdarúgás felé.
2012 nyarától a bajnokságban való szerepléshez szükséges utánpótlás csapatokat Szegeden is nevelik.
A csapat a nemzeti bajnokság másodosztályában szerepelt 2011-től 2013-ig, amikor is az MLSZ összevonta az addig két csoportos másodosztályú bajnokságot, és az osztályozó mérkőzésen, a Kisvárda együttesével szemben alulmaradtak, így a harmadosztályban folytatták.
Szeged város labdarúgáshoz kapcsolható infrastruktúrája nem volt megfelelő, ezen belül a sporttelepek és csarnokok is mind elavultak, idejétmúltak voltak.
A heti szinten a felnőtt csapat által használt 3-4 egymástól távol elhelyezkedő különböző -rosszabbnál rosszabb- állapotban lévő sporttelep bérlete és a közöttük történő utazgatás is megterhelővé vált. 2013 nyarán így a Klub vezetősége, azt a döntést hozta meg, hogy a felnőtt csapatot Szegedről elvitte és a Gyulán minden igényt kielégítő korszerű Grosics Akadémiára helyezte át a csapatot addig, amíg az időközben zöld utat kapott szegedi stadion meg nem épült.
2014-től 2018-ig másodosztályban szerepelt a felnőtt csapat, majd egy év harmadosztályban szereplést követően ismét az NB II tagja lett.
Új stadion, új időszámítás
2019-ben több szempontból is új időszámítás kezdődött, nem csak a klub, de Szeged és a régió labdarúgásának történetében is. Az NB III-ban csoportgyőztesként jutott a második vonalba felnőtt csapat, amely Szeged-Csanád Grosics Akadémia néven kezdte meg a szereplést 2019 nyarán a Merkantil Bank Ligában, még Gyulán.
Szeptemberben azonban a felnőtt csapat és az utánpótlás is birtokba vette a Market Zrt. által épített, szegedi Szent Gellért Fórumot, amely a több, mint 8000 fő befogadására alkalmas UEFA 4-es minősítésű centerpálya és stadion mellett, 3 edzőpályából és egy kézilabdapálya méretű fedett, sportcsarnokból áll.
Az első felnőtt bajnoki mérkőzést a Csákvár ellen 2019.szeptember 15-én játszotta a csapat.

## Jelenlegi keret
Utolsó módosítás: 2024. február 1.
A vastaggal jelzett játékosok felnőtt válogatottsággal rendelkeznek.
A dőlttel jelzett játékosok kölcsönben szerepelnek a klubnál.
*A második csapatban is pályára lépő játékos

| Mezszám                | Név                  | Nemzetiség     | Születési hely | Születési idő (kor)            | Korábbi csapat           | Érték (€) | Szerződés lejárta |
| ---------------------- | -------------------- | -------------- | -------------- | ------------------------------ | ------------------------ | --------- | ----------------- |
| 1                      | Takács János         | magyar         | Szeged         | 2000. május 12. (25 éves)      | Utánpótlásból került fel | 125 000   | 2025.06.30.       |
| 12                     | Molnár-Farkas Tamás  | magyar         | Szentes        | 1989. november 29. (35 éves)   | Szolnoki MÁV FC          | 100 000   | 2025.06.30.       |
|                        | Onódi Ákos           | magyar         | Győr           | 2001. szeptember 2. (23 éves)  | Akritas Chlorakas        | 150 000   | 2026.06.30.       |
| Védők                  |                      |                |                |                                |                          |           |                   |
| 2                      | Gera Norbert         | magyar         | Szeged         | 2004. március 11. (21 éves)    | Budapest Honvéd-MFA U19  | 50 000    | Nem publikus      |
| 4                      | Szilágyi Zoltán      | magyar         | Debrecen       | 1998. január 4. (27 éves)      | Vasas FC                 | 225 000   | Nem publikus      |
| 18                     | Könczey Márk         | magyar         | Budapest       | 2000. január 30. (25 éves)     | Ferencvárosi TC II       | 150 000   | Nem publikus      |
| 20                     | Horváth Milán*       | magyar         | Kistarcsa      | 2002. január 30. (23 éves)     | Budapest Honvéd FC       | 75 000    | 2026.06.30.       |
| 55                     | Tóth Bence           | magyar         | Tapolca        | 1998. május 25. (27 éves)      | Vasas FC                 | 225 000   | Nem publikus      |
| Középpályások          |                      |                |                |                                |                          |           |                   |
| 7                      | Palincsár Martin     | magyar         | Esztergom      | 1999. január 3. (26 éves)      | MTK Budapest FC          | 150 000   | 2026.06.30.       |
| 8                      | Haris Attila         | magyar         | Szolnok        | 1997. január 23. (28 éves)     | Paksi FC                 | 175 000   | 2026.06.30.       |
| 10                     | Magyar Zsolt         | magyar         | Zirc           | 2001. július 11. (23 éves)     | Puskás Akadémia FC II    | 75 000    | 2026.06.30.       |
| 17                     | Nyári Patrik         | magyar         | Szombathely    | 2001. április 9. (24 éves)     | Paksi FC                 | 100 000   | 2024.06.30.       |
| 27                     | Kővári Róbert        | magyar         | Szekszárd      | 1995. november 23. (29 éves)   | Paksi FC                 | 150 000   | 2024.06.30.       |
| 48                     | Lestyán Lionel*      | magyar         | Baja           | 2002. május 31. (22 éves)      | Utánpótlásból került fel | 25 000    | 2024.12.31.       |
| 88                     | Márkvárt Dávid       | magyar         | Szekszárd      | 1994. szeptember 20. (30 éves) | Vasas FC                 | 175 000   | 2025.06.30.       |
|                        | Nagy Richárd         | magyar         | Budapest       | 1994. április 8. (31 éves)     | Paksi FC                 | 175 000   | 2024.06.30.       |
| Támadók                |                      |                |                |                                |                          |           |                   |
| 11                     | Gajdos Zsolt         | magyar · ukrán | Nagybégány     | 1993. február 4. (32 éves)     | Zalaegerszegi TE FC      | 175 000   | 2025.06.30.       |
| 14                     | Óvári Zsolt          | magyar         | Kazincbarcika  | 1997. március 29. (28 éves)    | Győri ETO FC             | 100 000   | 2025.06.30.       |
| 22                     | Papp Áron            | magyar         | Szeged         | 2004. november 2. (20 éves)    | Utánpótlásból került fel | 150 000   | Nem publikus      |
| 23                     | Borvető Áron         | magyar         | Budapest       | 1998. július 20. (26 éves)     | Szombathelyi Haladás     | 175 000   | 2026.06.30.       |
| 29                     | Bíró Bence           | magyar         | Budapest       | 1998. július 14. (26 éves)     | MTK Budapest FC          | 200 000   | Nem publikus      |
| 30                     | Doncsecz Levente*    | magyar         | Szombathely    | 2003. június 13. (21 éves)     | FC Ajka                  | 100 000   | 2024.06.30.       |
| 90                     | Fábiánkovits István* | magyar         | Sopron         | 2005. április 30. (20 éves)    | Budapest Honvéd FC II    | 10 000    | 2026.06.30.       |
|                        | Földi Dominik        | magyar         | Budapest       | 2004. június 27. (20 éves)     | Paksi FC                 | 25 000    | 2024.06.30.       |
|                        | Zuigéber Ákos        | magyar         | Budapest       | 2002. november 8. (22 éves)    | MTK Budapest FC          | 150 000   | 2024.06.30.       |
|                        | Klausz Milán         | magyar         | Komárom        | 2005. február 24. (20 éves)    | Zalaegerszegi TE FC      | 175 000   | 2024.06.30.       |
| Kölcsönadott játékosok |                      |                |                |                                |                          |           |                   |
| Név                    | Poszt                | Nemzetiség     | Születési hely | Születési idő (kor)            | Kölcsönben itt           | Érték (€) | Kölcsön lejárta   |
| Zoran Beronja          | védő                 | szerb · magyar | Doboj          | 2003. március 11. (22 éves)    | Szombathelyi Haladás     | 100 000   | 2024.06.30.       |

## Vezetőedzők
| Vezetőedzők                    | Vezetőedzők        | Vezetőedzők        | Vezetőedzők | Vezetőedzők | Vezetőedzők | Vezetőedzők |
| Név                            | Érkezés            | Távozás            | Mérkőzés    | Győzelem    | Döntetlen   | Vereség     |
| ------------------------------ | ------------------ | ------------------ | ----------- | ----------- | ----------- | ----------- |
| Takács László Kolozsvári János | 2011. július 18.   | 2011. október 27.  | 16          | 4           | 2           | 10          |
| Futó Tamás                     | 2012. január 4.    | 2012. április 9.   | 10          | 3           | 4           | 3           |
| Tóth Bálint                    | 2012. április 12.  | 2012. október 20.  | 15          | 5           | 5           | 5           |
| Lóczi István Lisztes Krisztián | 2012. október 22.  | 2012. december 20. | 5           | 2           | 2           | 1           |
| Gálhidi György                 | 2012. december 20. | 2013. június 30.   | 13          | 6           | 3           | 4           |
| Nyilas Elek                    | 2013. június 28.   | 2015. június 1.    | 31          | 14          | 6           | 11          |
| Klausz László                  | 2015. július 1.    | 2017. június 8.    | 73          | 25          | 23          | 25          |
| Supka Attila                   | 2017. június 9.    | 2017. december     | 22          | 4           | 7           | 11          |
| Goran Kopunović                | 2017. december     | 2018. június 13.   | 17          | 4           | 10          | 3           |
| Popovits Pál                   | 2018. június 19.   | 2018. november 8.  | 14          | 8           | 3           | 3           |
| João Janeiro                   | 2018. november 11. | 2020. május 4.     | 45          | 22          | 12          | 11          |
| Dobos Barna                    | 2020. május 5.     | 2020. december 30. | 23          | 8           | 4           | 11          |
| Dragan Vukmir                  | 2020. december 31. | 2022. április 7.   | 40+         | 9           | 4           | 4           |
| Aleksandar Stevanović          | 2022. május 26.    | 2024. május 13.    | 50+         |             |             |             |
| Michael Boris                  | 2024. június 4.    | 2024. október 31.  |             |             |             |             |
| Simon Ádám (megbízott)         | 2024. október 31.  | 2024. december 27. |             |             |             |             |
| Aleksandar Jović               | 2024. december 27. | 2025. május 27.    |             |             |             |             |
| Aczél Zoltán                   | 2025. május 30.    |                    |             |             |             |             |

## Bajnoki helyezések
| Szezon  | Bajnokság | Helyezés |
| ------- | --------- | -------- |
| 2011–12 | NB II     | 12.      |
| 2012–13 | NB II     | 8.       |
| 2013–14 | NB III    | 2.       |
| 2014–15 | NB II     | 7.       |
| 2015–16 | NB II     | 10.      |
| 2016–17 | NB II     | 11.      |
| 2017–18 | NB II     | 19.      |
| 2018–19 | NB III    | 1.       |
| 2019–20 | NB II     | 12.      |
| 2020–21 | NB II     | 10.      |
| 2021–22 | NB II     | 4.       |
| 2022–23 | NB II     | 4.       |
| 2023–24 | NB II     | 4.       |
| 2024–25 | NB II     | 10.*     |

## A legtöbb bajnoki mérkőzést játszották
vastag betűvel jelölve a jelenleg is klubnál lévő játékos

utolsó frissítés: 2021. március 20.
| #  | Játékos         | Meccs |
| -- | --------------- | ----- |
| 1. | Germán Tamás    | 223   |
| 2. | Farkas Márk     | 154   |
| 3. | Zabari Dávid    | 152   |
| 4. | Oláh Gergő      | 122   |
| 5. | Szántai Levente | 110   |
| 6. | Tóth Gábor      | 119   |

## A legtöbb gólt szerző játékosok listája
| #  | Játékos           | Gól |
| -- | ----------------- | --- |
| 1. | Germán Tamás      | 84  |
| 2. | Zádori Kriksztián | 18  |
| 3. | Szabó Péter       | 15  |
| 4. | Orosz Márk        | 15  |
| 5. | Farkas Márk       | 11  |
| 6. | Geiger Norbert    | 10  |
| 8. | Tóth Gábor        | 10  |